# Macsyma
Macsyma ist ein Computeralgebrasystem, das in der Sprache Lisp implementiert ist. Maxima ist eine Open-Source-Version von Macsyma.

## Geschichte
Ursprünglich wurde Macsyma 1968 bis 1982 im Labor für künstliche Intelligenz des MIT als Teil des von der DARPA finanzierten Project MAC entwickelt. Federführend in der Entwicklung war Joel Moses.
1982 übergab das MIT eine Version von Macsyma an das US-Energieministerium (DOE), einen der Hauptsponsoren des Projekts. Diese Version wurde als DOE Macsyma bezeichnet. Auf ihr beruht die Open-Source-Version Maxima.
Symbolics erwarb 1982 eine Lizenz zur Weiterentwicklung von Macsyma. Symbolics entwickelte Macsyma einige Jahre lang, betrachtete es aber schließlich als nebensächlich für ihr Hauptgeschäft, den Verkauf von Lisp-Maschinen. Durch das mangelnde Interesse von Symbolics, Macsyma weiterzuentwickeln und auch auf andere Systeme, wie PCs, zu portieren, verlor Macsyma dramatisch an Marktanteilen. Hatte Macsyma 1987 noch einen Anteil von 70 % am Markt der symbolischen Computer-Algebra-Systeme gehalten, fiel der Anteil bis 1991 auf 1 % zurück.
Richard Petti und Russell Noftsker, der Gründer von Symbolics, gründeten 1992 Macsyma Inc., kauften Symbolics Macsyma ab und führten die Entwicklung einige Jahre lang weiter. Macsyma Inc. schaffte es jedoch nicht mehr, einen größeren Marktanteil gegenüber anderen Computer-Algebra-Systemen zu sichern.
1999 wurde Macsyma von Tenedos LLC, einer Holdinggesellschaft, übernommen. Bis jetzt hat Tenedos Macsyma weder neu herausgegeben noch abgestoßen. Macsyma kann immer noch von Symbolics lizenziert werden. Macsyma 2.4 ist für PCs unter Windows erhältlich.